# Episode (1935)

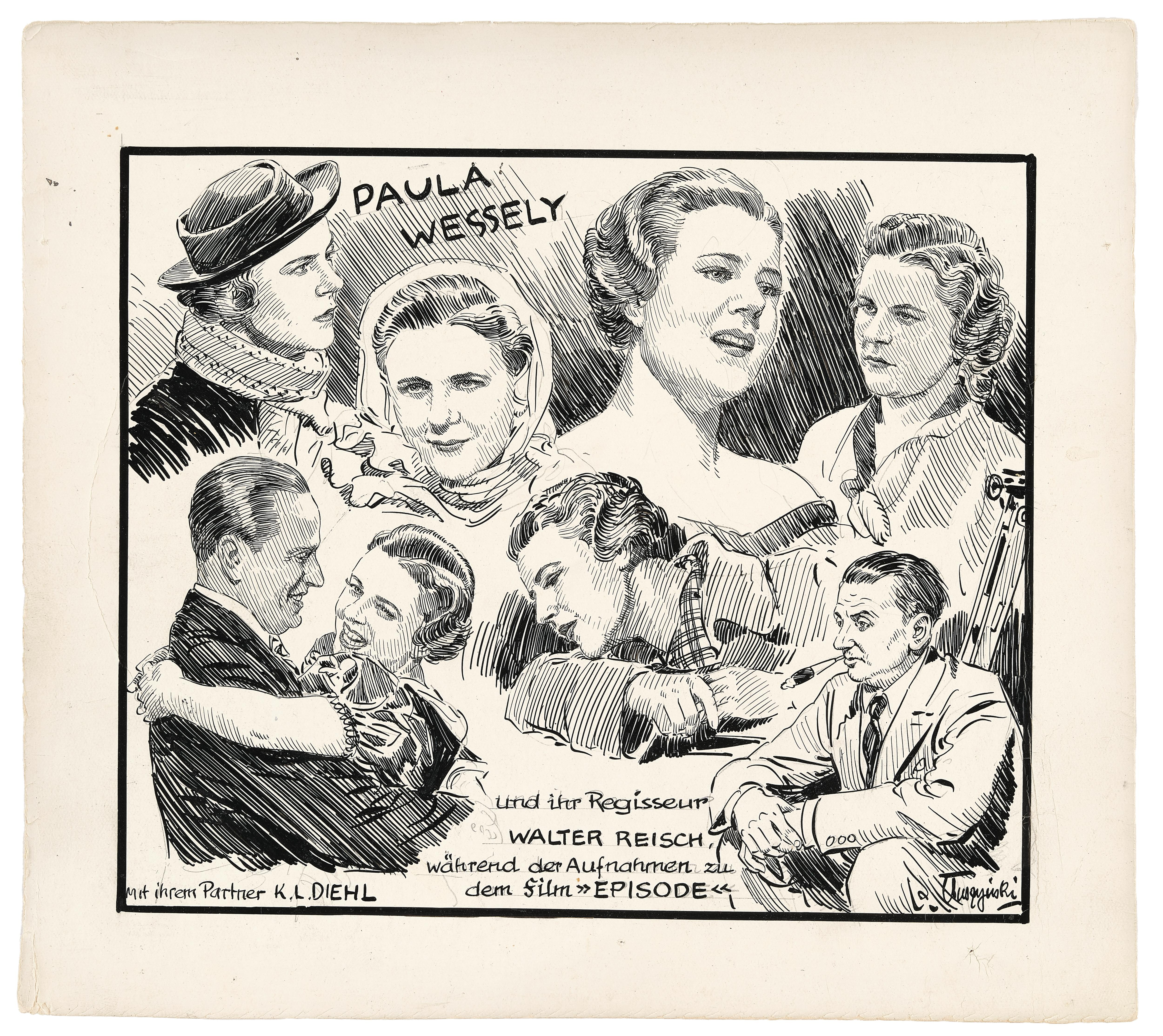
Episode, Zeichnung von Ladislaus Tuszyński, 1935

Episode ist ein österreichischer Spielfilm aus dem Jahr 1935. Das dem Genre des Wiener Films zuzuordnende Werk wurde von Walter Reisch geschrieben und inszeniert. Filmgeschichtlich kommt dem Film eine spezielle Bedeutung zu, da es der einzige österreichische Film eines jüdischen Regisseurs war, der nach 1933 zum Import in das nationalsozialistische Deutschland zugelassen wurde, wo bereits seit 1933 Juden die Mitarbeit an Filmen verboten war.
Die Uraufführung des Films fand am 23. August 1935 im Berliner Gloria-Palast statt. In Österreich erfolgte die Filmpremiere am 13. September in einem Wiener Kino. Erstausstrahlung im Fernsehen war am 2. Dezember 1958 im ARD. Am 1. April 1994 erschien der Film auf VHS-Video wieder.

## Handlung
Wien im Jahr 1922 – Inflation und Arbeitslosigkeit prägen den Alltag. Zur Ablenkung vom freudlosen Alltag feiert die Bevölkerung nachts ausschweifend in den Bars und Lokalen der Stadt. Die Moral sinkt.
Die Wiener Kunstgewerbeschülerin Valerie Gärtner verliert durch Verspekulationen des Bankpräsidenten ihr kleines Vermögen, von dem sie und ihre Mutter lebten. Der Kunsthändler Torresani bemerkt ihre Not und kauft ihr einige Keramiken ab. Des Weiteren bietet er ihr an, sie monatlich mit finanziellen Zuwendungen zu unterstützen. Valerie glaubt, dass er dafür auch Gegenleistungen erwarten würde und lehnt das Angebot empört ab. Als Valerie nach einiger Zeit jedoch nicht mehr weiter weiß, bittet sie Torresani verzweifelt doch um Hilfe. Torresani kann sie zudem überzeugen, dass er keinerlei Gegenleistungen erwarte, sondern nur einem armen Mädel helfen wolle. Die beiden werden in der Folge gute Freunde.
Als Torresani eines Tages zu einem Treffen nicht erscheinen kann, schickt er den Hauslehrer seiner Söhne zu ihr. Dieser glaubt, Valerie sei die Geliebte Torresanis und verhält sich ihr gegenüber vorerst sehr reserviert. Im Laufe des Abends verliebt er sich jedoch in sie. Durch den Lehrer Kinz erfährt Valerie auch, dass Torresani Frau und zwei Kinder hat. Sie kommt zum Entschluss, die monatlichen Schecks von Torresani nicht mehr länger annehmen zu können. Doch eine Freundin, die ihre Entscheidung nicht teilt, löst den Scheck an ihrer Stelle ein. Sie bereut jedoch bald ihre Hinterlistigkeit und sucht Torresanis Haus auf, um alles zu erklären und wieder in Ordnung zu bringen. Dort angekommen, kommt sie jedoch kaum zu Wort und wird mit einem Brief für Valerie wieder weggeschickt. Als sie den Brief Valerie übergibt, nimmt diese an, dass es sich um einen Abschiedsbrief Torresanis handle und eilt sofort zu seinem Haus. Dort wird sie überraschend freundlich von Torresanis Frau empfangen. Es stellt sich heraus, dass der Brief eine Einladung zu einem Fest in Torresanis Haus gewesen war.
Durch Kinz hatte Torresanis Frau geglaubt, Valerie sei eine Affäre ihres Mannes. Der Irrtum kann jedoch aufgeklärt werden, und Kinz gerät in die Defensive. Zugleich wird er sich nun endlich auch über seine wahren Gefühle für Valerie bewusst.

## Hintergrund
Die deutsche Reichsfilmkammer erteilte dem Film eine Ausnahmegenehmigung zur Aufführung in Deutschland. Es war dies das einzige Mal nach der Machtergreifung der Nationalsozialisten in Deutschland 1933, dass ein österreichischer Film, an dem auch jüdische Personen mitgearbeitet hatten, eine Aufführgenehmigung für Deutschland erhielt. Der Name des jüdischen Regisseurs und Drehbuchautors Reisch wurde jedoch im Programmheft des Illustrierten Filmkuriers nicht genannt.
Künstlerisch zeichnet sich Episode dadurch aus, dass die Atmosphäre Wiens zur Zeit der Wirtschaftskrise auch dank Paula Wessely als bettelarmer Kunstgewerbeschülerin in ein stimmiges Psychogramm Wiener Doppelbödigkeit umgesetzt werden konnte.

## Produktion
Der Film wurde von der Wiener Viktoria-Film hergestellt. Als Tonsystem wurde jenes der Tobis-Klangfilm verwendet. Szenenbildner waren Emil Stepanek und Franz Meschkan. Gesamtausstatter war Oskar Strnad. Die Aufnahmeleitung übernahm Max Nekut.
Den Filmverleih übernahm die Syndikat-Film. Filmvertreiber war die Tobis-Sascha Filmindustrie.

## Versionen und Zensurergebnisse
Der Film wies bei der Zensurprüfung in Deutschland am 8. August 1935 eine Länge von 2893 Metern auf. Die Zensurbehörde stellte den Film unter Jugendverbot und schnitt insgesamt 61 Meter heraus, sodass der Film in Deutschland mit einer Länge von 2832 Meter anlief. In Österreich lief der Film mit einer Länge von 2930 Metern an und erhielt das Prädikat „künstlerisch anerkennenswert“.

## Filmmusik
Die Filmmusik wurde von Willy Schmidt-Gentner unter Verwendung von fremden Kompositionen aus den frühen 1920er Jahren umgesetzt. Das Titellied des Filmes wurde von Robert Katscher komponiert. An den Texten wirkte Regisseur Walter Reisch mit. Im Wiener Musikverlag Ludwig Doblinger (Bernhard Herzmansky) erschienen drei Musikstücke aus diesem Film: Ein Dirndl muß klein sein, Es kommt einmal der Augenblick und Jetzt müßte die Welt versinken.

## Auszeichnungen
- Internationale Filmfestspiele von Venedig 1935:
  - Coppa Volpi für die Beste Schauspielerin: Paula Wessely
  - Nominierung von Walter Reisch für den Mussolini Pokal